# Eucereon chosica
Eucereon chosica là một loài bướm đêm thuộc phân họ Arctiinae, họ Erebidae.